# Władywostok (stacja kolejowa)
Władywostok – stacja kolejowa we Władywostoku, w Kraju Nadmorskim, w Rosji. Jest stacją końcową Kolei transsyberyjskiej z Moskwy.